# Елгава-2 (футбольный клуб)
«Е́лгава-2» (латыш. Futbola klubs „Jelgava-2”) — латвийский футбольный клуб из города Елгава, является фарм-клубом «Елгавы».
После выхода футбольного клуба «Елгава» в Высшую лигу Латвии, по итогам сезона 2009 года, клуб «Елгава-2» начал выступать в Первой лиге.

## Результаты выступлений
| Сезон | Лига                                     | Место                                    | И                                        | В                                        | Н                                        | П                                        | Голы                                     | О                                        |
| ----- | ---------------------------------------- | ---------------------------------------- | ---------------------------------------- | ---------------------------------------- | ---------------------------------------- | ---------------------------------------- | ---------------------------------------- | ---------------------------------------- |
| 2004  | Вторая лига                              | 2                                        | 10                                       | 7                                        | 2                                        | 1                                        | 32‒12                                    | 23                                       |
| 2005  | Вторая лига                              | 4                                        | 14                                       | 7                                        | 1                                        | 6                                        | 45‒27                                    | 22                                       |
| 2006  | Не принимал участие в чемпионате Латвии. | Не принимал участие в чемпионате Латвии. | Не принимал участие в чемпионате Латвии. | Не принимал участие в чемпионате Латвии. | Не принимал участие в чемпионате Латвии. | Не принимал участие в чемпионате Латвии. | Не принимал участие в чемпионате Латвии. | Не принимал участие в чемпионате Латвии. |
| 2007  | ?                                        |                                          |                                          |                                          |                                          |                                          |                                          |                                          |
| 2008  | Вторая лига                              | 2                                        | 12                                       | 7                                        | 0                                        | 5                                        | 23‒15                                    | 21                                       |
| 2009  | Вторая лига                              | 7                                        | 4                                        | 1                                        | 2                                        | 1                                        | 4‒4                                      | 5                                        |
| 2010  | Первая лига                              | 11                                       | 22                                       | 4                                        | 3                                        | 15                                       | 21‒42                                    | 15                                       |
| 2011  | Первая лига                              | 12                                       | 24                                       | 5                                        | 5                                        | 14                                       | 30‒60                                    | 20                                       |
| 2012  | Первая лига                              | 14                                       | 26                                       | 3                                        | 2                                        | 21                                       | 29‒87                                    | 11                                       |
| 2013  | Первая лига                              | 16                                       | 30                                       | 3                                        | 3                                        | 24                                       | 35‒103                                   | 12                                       |
| 2014  | Чемпионат дублёров                       | 8                                        | 27                                       | 8                                        | 1                                        | 18                                       | 48–86                                    | 25                                       |

## Главные тренеры
- Сергей Голубев (2010)
- Каспарс Тилтиньш (2011 — 2013)
- Раймонд Александров (2013)
- Роман Квачёв (с 20 декабря 2013 года)[3]